# 竺淵
竺淵（1394年—1444年），字弘道，浙江奉化人，明朝官员，同進士出身。

## 生平
宣德八年（1433年）登進士。正統年間，官福建參議。正统九年（1444年）慶元人葉宗留與麗水陳鑒胡聚眾盜福建寶豐等銀礦，竺淵率眾逮捕，兵潰被俘，不屈而亡。

## 家族
曾祖竺一桂。父竺仲輝。